# Haynrode
Haynrode ist eine Gemeinde in der Verwaltungsgemeinschaft Eichsfeld-Wipperaue im thüringischen Landkreis Eichsfeld. Haynrode ist eines der wenigen Dörfer im Landkreis Eichsfeld, die nicht zum historischen Eichsfeld gehören.

## Geschichte

### Mittelalter und Neuzeit
Der Ort Haynrode wurde im Jahr 1495 erstmals als Heigenrode und 1506 als Heygenrode erwähnt. Andere Quellen sprechen von einer ersten nachweisbaren Erwähnung im Jahr 1515. Die Nähe des Ortes zur Hasenburg und zur Harburg lassen jedoch vermuten, dass das Dorf schon eher gegründet wurde. So überschrieb Buchardus de Asenberg im Jahre 1124 dem Benediktinerkloster Gerode das nahe der Harburg gelegene Gut Herdigrot oder Herdigrode.
Am 1. Mai 1515 wurden Rudolf von Bültzingslöwen, Hauptmann zu Mühlhausen, sein Bruder Heinrich sowie deren Vetter Rudolf von Bültzingslöwen durch Graf Ernst von Hohnstein mit der großen Gemarkung Haynrode belehnt. Sie errichten die vier Haynröder Herrensitze, den Oberhof, Mittelhof, Hinterhof und den Unterhof  und die Kirche St. Anna.
Die Struktur des von Rudolf und Heinrich gegründeten Mittelhofes lässt sich noch heute gut nachvollziehen. Hier befindet sich ein Herrenhaus, das von den Dorfbewohnern „Steinernes Haus“ genannt wird und trotz abgebrannter oberer Stockwerke in seiner Anlage erhalten geblieben ist.
Auch der Hinterhof im nördlichen Ortsbereich wurde von den beiden Brüdern errichtet. Vetter Rudolf wurde Besitzer des Oberhofes in Haynrode, welcher östlich der Kirchgasse lag und im 18. Jahrhundert abbrannte. Als Erbauer des Unterhofes wird Caspar von Bültzingslöwen genannt.
Die Geschichte Haynrodes ist danach eng mit dem Geschlecht derer von Bültzingslöwen verknüpft. Sie waren ab 1381 Pfandinhaber der Harburg und Haynrodes einschließlich aller Waldungen und Güter und lebten nach der Zerstörung derselben im Bauernkrieg 1525 in Haynrode.
Da den Bültzingslöwen zugleich geistliche Befugnisse oblagen, und das lange Zeit vor der Reformation, waren sie ohne Zweifel auch die Kirchengründer in Haynrode. Die Grundsteinlegung zur ersten Kirche dürfte auf die Zeit der Höfeherausbildung zurückgehen. Im Zuge der Reformation wurde Haynrode unter dem Einfluss der Bültzingslöwen evangelisch.
1632 erhielten die Grafen von Schwarzburg und Stolberg Haynrode einschließlich aller Nutzungsrechte zurück, nachdem die Bültzingslöwen es von den Hohnsteiner Grafen zu Lehen erhalten hatten. 50 Jahre später, also 1682 wütete in Haynrode die Pest, bei der 300 Einwohner zu Tode kamen.
Im 18. und 19. Jahrhundert war die Hausweberei ein bedeutender Wirtschaftszweig für Haynrode.
Während des Zweiten Weltkrieges mussten seit 1940 mehr als 40 Frauen und Männer aus Polen und der Ukraine auf dem Gut Obermühle, dem Rittergut derer von Klüchtzner und bei verschiedenen Bauern Zwangsarbeit leisten. Polnische Zwangsarbeiter wurden ausgepeitscht, weil sie den Sonntagsgottesdienst im Dorf besuchen wollten.

### Wüstung Salmerode
Nahe Haynrode, am Westfuß der Hasenburg, in der Nähe der dortigen Salmeröder Mühle (auch Obermühle), befand sich eine weitere mittelalterliche Siedlung, die dem Kloster Gerode am 2. Februar 1293 übereignete Ortschaft Sarmenrode. Archäologische Fundstücke aus dem Mittelalter stammen aus dem 11./12. Jahrhundert. Es wurden aber auch Funde aus der Jungsteinzeit und der Eisenzeit gefunden, die mit der Besiedlung der Hasenburgregion zusammen hängen.
Um 1515 als Salmerode erwähnt, ist es bereits eine Wüstung, entzündete sich um den Besitz ein jahrzehntelanger Streit zwischen den Grundherren von Bültzingslöwen und ihren Lehnsherren – Graf Ernst von Hohnstein. Ob diese kleine Siedlung bei einer Pestepidemie ausstarb, konnte nie geklärt werden. Noch heute wird die Gegend Salmeröder Kirchhof genannt, eine Kirche hat hier vermutlich nicht gestanden.
Südlich der Salmeröder Mühle und der Wüstung Salmerode hat die Natur durch Auslaugen von Gips eine natürliche Brücke geformt. Zwei alte Linden markieren diesen Platz. In der Umgegend fand man wellenbandverzierte Keramik und Kugelbodenware. Vorgeschichtliche Funde gab es nördlich der Wüstung im Osterfeld und westlich des Großen Teiches.

### Einwohnerentwicklung
Entwicklung der Einwohnerzahl (31. Dezember):
| - 1994: 796 - 1995: 791 - 1996: 786 - 1997: 770 - 1998: 783 - 1999: 770 | - 2000: 767 - 2001: 746 - 2002: 735 - 2003: 743 - 2004: 731 - 2005: 722 | - 2006: 725 - 2007: 715 - 2008: 700 - 2009: 687 - 2010: 672 - 2011: 670 | - 2012: 660 - 2013: 656 - 2014: 646 - 2015: 638 - 2016: 652 - 2017: 666 | - 2018: 655 - 2019: 652 - 2020: 669 - 2021: 662 - 2022: 697 |

Datenquelle: Thüringer Landesamt für Statistik

## Politik

### Gemeinderat
Der Gemeinderat von Haynrode setzt sich aus acht Gemeinderatsmitgliedern zusammen.
- CDU: 3 Sitze
- WG ProHaynrode: 5 Sitze

(Stand: Kommunalwahl vom 26. Mai 2019)

### Bürgermeister
Der ehrenamtliche Bürgermeister Andreas Heiroth (WG ProHaynrode) wurde am 6. Mai 2016 gewählt.

### Wappen
Blasonierung: „In Grün ein silberner Löwe mit goldenem, rot-silbern bewulstetem Topfhelm, besteckt mit sieben silbern und rot geteilten Fähnchen, vier rechts wehend, drei links wehend, eine goldene Rodehacke in den Pranken haltend.“

## Kultur und Sehenswürdigkeiten

### Kirche

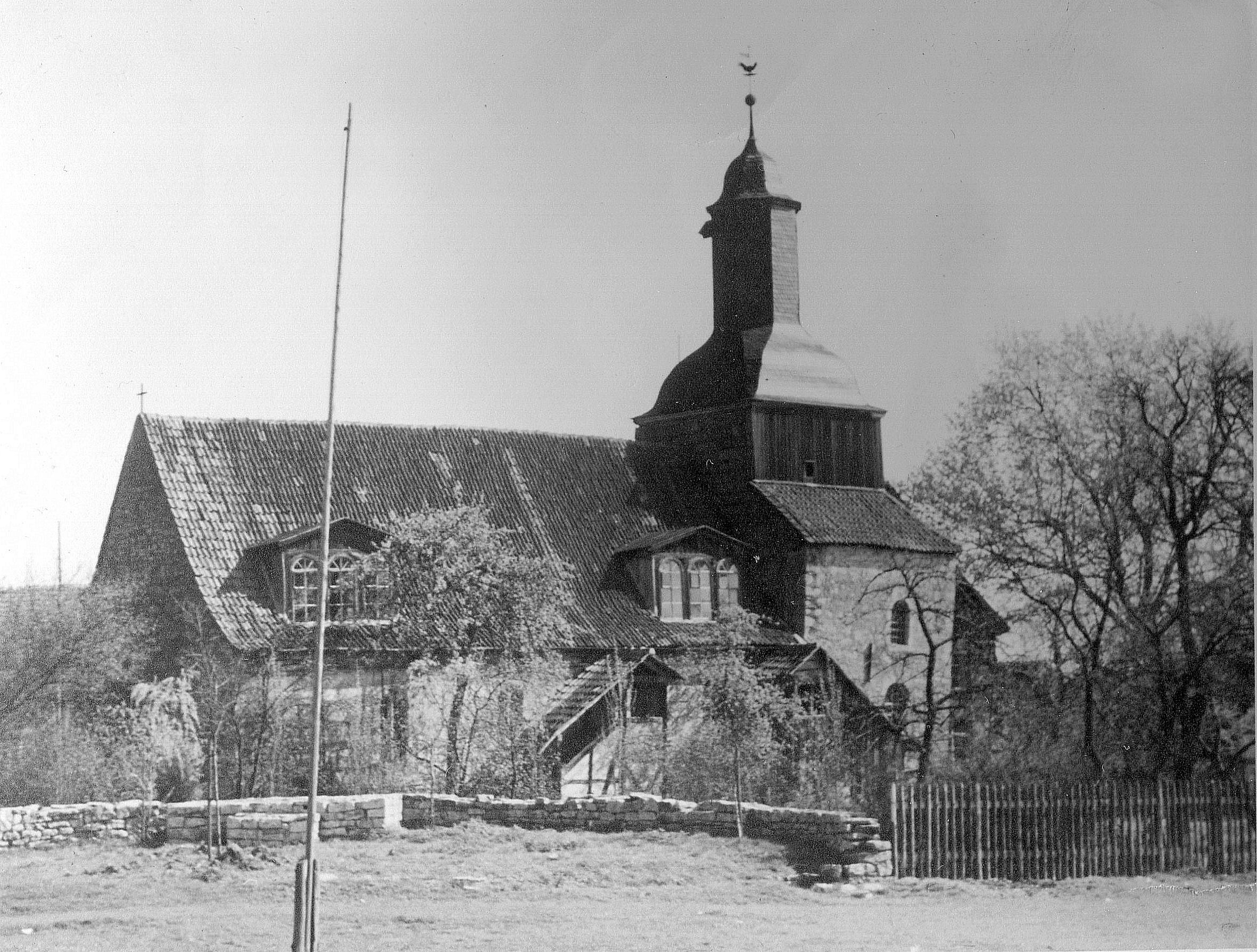
St.-Anna-Kirche 1940

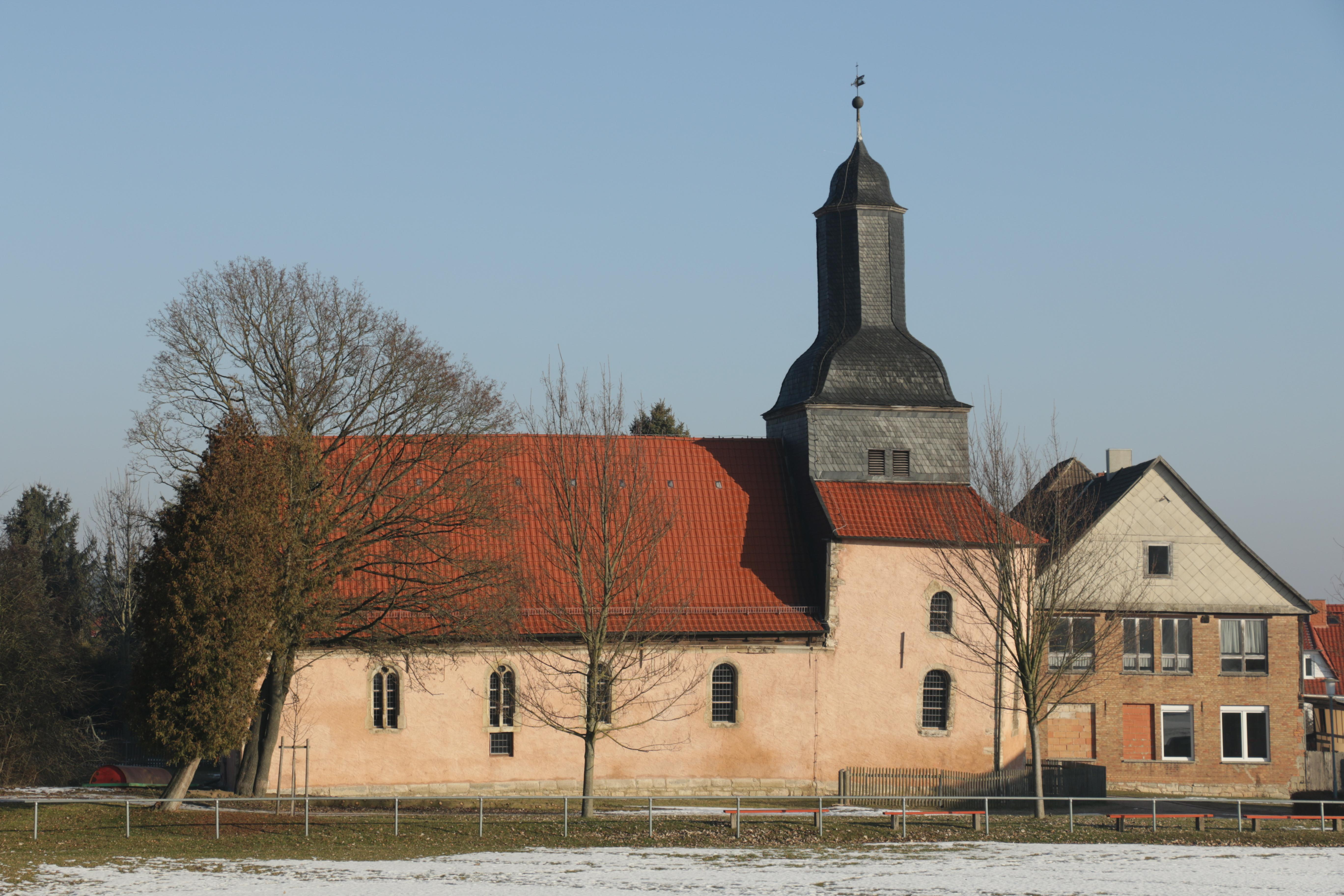
St.-Anna-Kirche 2017

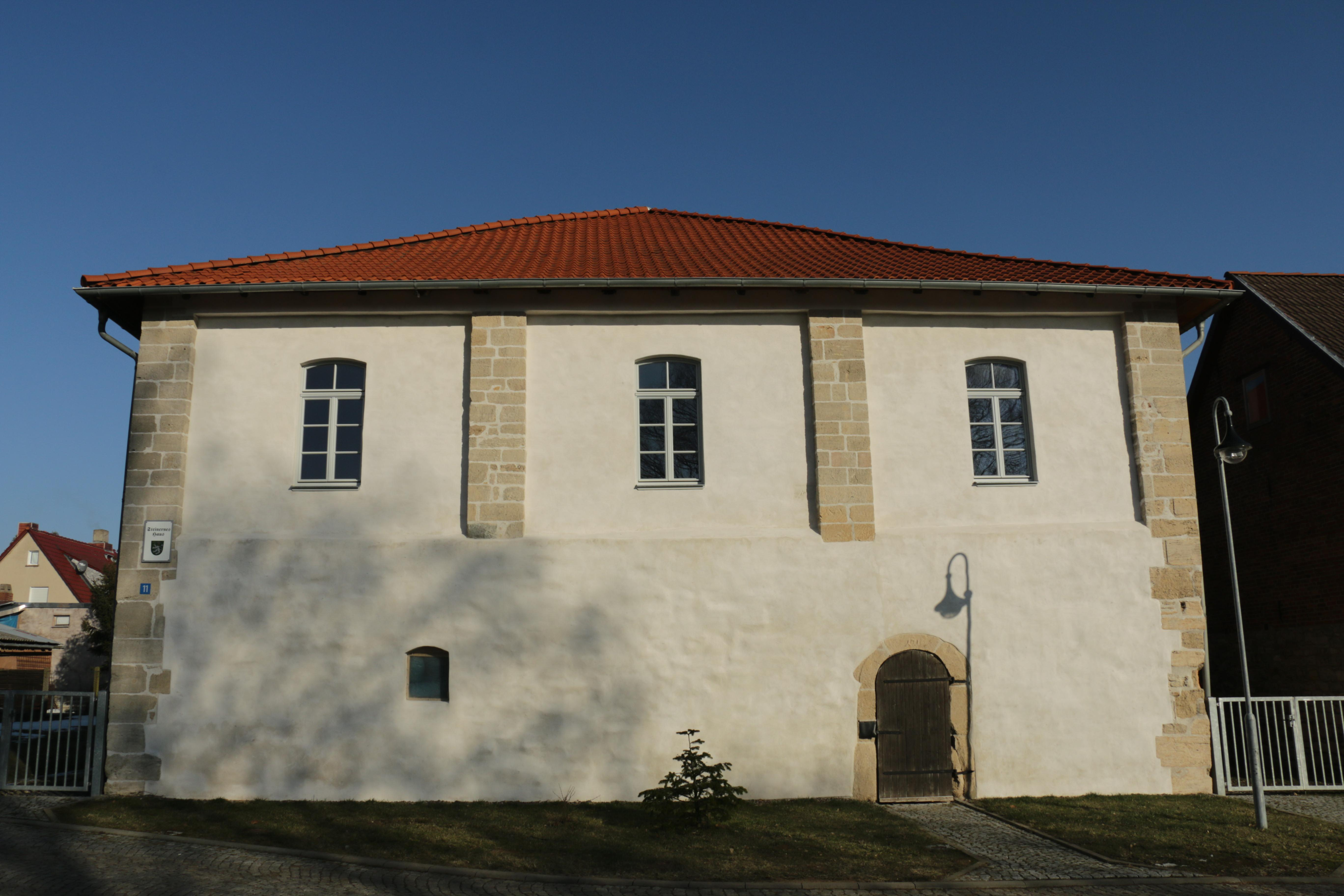
Sogenanntes Steinernes Haus in Haynrode

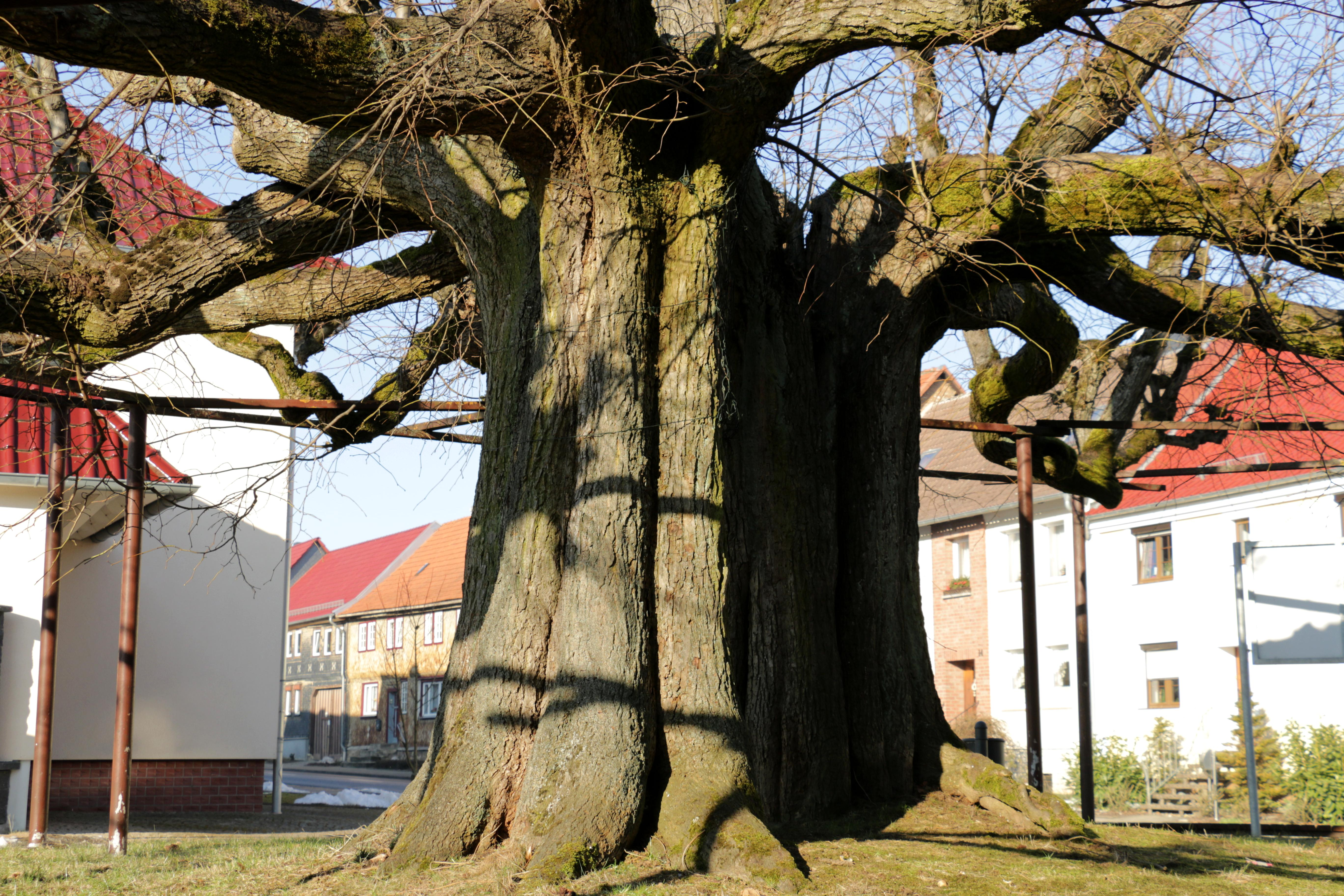
Tanzlinde auf dem Haynröder Anger.

Die noch heute existierende und genutzte evangelische Pfarrkirche St. Anna wurde 1590 wahrscheinlich unter Verwendung von Abbruchteilen der Harburg von Hans Killian aus Sollstedt erbaut und war ursprünglich dem heiligen Bonifatius geweiht. Fast deckungsgleich zu den bereits benannten Rundbogentüren des Steinernen Hauses befindet sich eine Lanzettbogen-Eingangstür am Langhaus der Ortskirche wieder. Dort ist folgende Inschrift zu lesen:
ANNO DOMINI 1590
WER GOTT VERTRAVT
HAT WOHL GEBAWT
ZV SOLSTATT
HANS KILLIAN
Optisch wird die Renaissancekirche durch epochale Überlagerungen des Barock und Klassizismus bestimmt. Innerhalb der einfachen Saalkirche zeigen insbesondere die Holzarbeiten mit dem geschnitzten runden Taustabprofil typische Renaissanceformen an.
In der Dorfkirche Haynrodes erinnern ein Ritterepitaph mit Bildsymbolen, ein Wappen sowie die Jahreszahl „1526“ an Bültzingslöwensches Patronat. Im Kirchturm hängt eine Glocke aus der genannten großen Zeit, als sie noch auf Harburg saßen. Die Glocken-Umlaufinschrift lautet:
ANNO DO. 1502 hoc opus completum per Paulum
Maes. Hilf Gott Maria berath
Im Jahr 1690 wurde zum Einbau eines geschnitzten Kanzelaltares die Konstruktion des Daches verändert. Die ehemalige Sparrendachkonstruktion wurde zerstört, um eine hölzerne Tonne anstelle der alten Holzbalkendecke einzuziehen. Auch auf das Jahr 1690 wird der Turmaufsatz, eine so genannte Eichsfelder Haube, datiert.
Im Innenraum befinden sich weiterhin an drei Seiten doppelte Emporen, welche vermutlich aus dem Jahr 1858 stammen und über die man zur Orgel gelangt.

### Dorfmuseum
Mehr über die Hausweberei kann man im Dorfmuseum in der Hagenstraße erfahren, welches eines der schönsten des Eichsfelds ist. Es beherbergt viele Sachzeugnisse der Vergangenheit, unter anderem auch Überreste der 1913 erbauten Dorfschule, weiterhin zu den dörflichen Lebens- und Arbeitsbedingungen. Gezeigt werden außerdem Informationen und Relikte zur Geschichte des Dorfes und der Umgebung. Betreut wird das Museum von den Bürgern und dem Heimatverein des Dorfes.

### Weitere Bauten
- Herrenhaus (Steinernes Haus): Einzelne Teile des Langhauses entstammen dem ausgehenden 16. Jahrhundert. Zwei hochgesetzte repräsentative Rundbogentüren an der westlichen Außenwand sind der Epoche der Spätgotik zuzuordnen. Dieses Gebäude wurde in DDR-Zeiten als Lebensmittelspeicher genutzt. Heute ist es Besuchern regelmäßig, in der Siedlerstraße 11, am Tag des offenen Denkmals geöffnet, allerdings sind einige Bereiche wegen Verfalls noch unzugänglich. Das Steinerne Haus wurde 2016 aus Mitteln des ELER saniert.
- Überreste der Hasenburg und Harburg
- In der Mitte des Dorfes Haynrode befindet sich der Anger mit der über 300 Jahre alten Angerlinde.

### Vereinsleben
Die Freiwillige Feuerwehr Haynrode feierte 2013 ihr 150-jähriges Jubiläum. Außerdem gibt es den Sportverein SV Haynrode.

## Wirtschaft
Mit der Griwe GmbH ist am Nordostrand von Haynrode ein großer Automobil-Zulieferbetrieb für Umformtechnik ansässig. Unmittelbar an diesen Großbetrieb grenzt eine Internationale Spedition an.

## Persönlichkeiten
- Johann Heinrich Philipp Seidenstücker (1765–1817), Theologe, Universalgelehrter, Reformpädagoge, zuletzt Rektor
- Robert Klemm (1857–1930), Geheimer Regierungsrat, Landrat des Kreises Mühlhausen von 1888 bis 1922
- Richard Keilholz (1873–1937), Webschulleiter und autodidaktischer Natur- und Heimatforscher in Katscher/Oberschlesien
- Wilko Freiherr von Klüchtzner (1877–1955), thüringischer Finanzminister
- Karl A. Mollnau (1933–2021), Jurist
- Erika Schwarz (* 1950), Historikerin